# Karim Bougherara
Pour les articles homonymes, voir Bougherara.
Pas d'image ? Cliquez ici

a Compétitions nationales et continentales officielles uniquement.

b Matchs officiels uniquement.
Dernière mise à jour le 4 décembre 2017.
Karim Bougherara, né le 3 janvier 1989 à Vienne (Isère), est un joueur international algérien de rugby à XV qui évolue au poste de pilier droit ou pilier gauche au sein de l'effectif de l'US Bressane.

## Biographie
Karim Bougherara débute avec le CS Bourgoin-Jallieu lors de la saison 2010-2011 où il effectue sa première rencontre en Top 14 et quatre matchs du Challenge européen. Afin d'augmenter son temps de jeu, il quitte le club berjallien relégué à la fin de saison pour rejoindre le FC Auch Gers qui évolue en Pro D2. Il y reste deux saisons jusqu'en 2013 lorsqu'il signe un contrat avec la Section paloise et une demi finale d’accession en top 14 perdu contre La Rochelle. Il est remarqué par le RC Toulon (Top 14) où il signe et devient champion d’Europe en 2015. Après un accord avec Narbonne il rejoindra finalement l’US Bressane et deux demi-finales d'accession avant de finir sa carrière en prod2 au sein du club de Massy en 2018.

### En club
- 2010-2011 : CS Bourgoin-Jallieu (Top 14)
- 2011-2013 : FC Auch Gers (Pro D2)
- 2013-2014 : Section paloise (Pro D2)
- 2014-2015 : RC Toulon (Top 14)
- 2015 -2017: US Bressane (fédérale 1)
- depuis 2018: Massy (Pro D2)

### En équipe nationale
Sélectionné en équipe de France - de 18ans. Il participe au stage de rentré pour l’intégration du pôle France à Marcoussis en 2007.
Il rejoindra plus tard le rugby africain pour sa première cape internationale en équipe d’Algérie  le 18 décembre 2015 contre l'équipe de Tunisie au Stade Ahmed-Zabana (Oran).

## Statistiques en équipe nationale
- International algérien : 2 sélections depuis 2015.
- Sélections par année : 1 en 2015, 1 en 2016.